# بادكي (مقاطعة إقليد)
بادكي (بالفارسية: بادکی) هي قرية تقع في Sedeh District في إيران.